# Château du Mans
Le château du Mans désigne une tour aujourd'hui disparue, située en dehors de l'enceinte gallo-romaine de la ville du Mans. Elle fut construite par Guillaume le Conquérant, duc de Normandie, au XIe siècle.

## Histoire

### Construction
Son histoire fut liée pendant des siècles à celle de la Cathédrale Saint-Julien et de celle des évêques, dont les bâtiments lui étaient contigus. Le château fut bâti par Guillaume le Conquérant lui-même, après sa conquête du Maine sur Geoffroy Martel, et afin d'affermir son pouvoir sur la cité, dont les habitants étaient connus pour être des plus contestataires. C'est en 1063, juste après sa conquête, que Guillaume Le Conquérant décide de construire en deux temps, un édifice capable non seulement de contenir les Manceaux, mais aussi de protéger l'entrée nord de la ville, extrêmement vulnérable. D'abord, et dans un premier temps parce qu'il n'a guère le temps de s'attarder dans la ville, il fait bâtir une haute tour dite tour Orbrindelle. Cette tour, aussi dite Grosse tour s'appuyait sur la muraille romaine nord, devenue décrépite avec le temps. Elle fut bâtie selon le modèle normand commun. Elle jouera un rôle important dans les guerres qui surviendront dans et autour la cité tout au long du Moyen Âge. La tour est disposée à l'est de la cathédrale et se constitue même d'un grand camp retranché. Ce camp, dit camp retranché du Mont Barbet, ne subsistera que jusqu'en 1138. Le château sera ensuite construit à partir de cette tour primaire. La grosse tour fut conservée en tant que prison, et les prisonniers traversaient souvent la ville pour se rendre jusqu'au palais comtal. Le système de fortification du château et notamment l'achèvement de la porte défensive se situe aux alentours de 1425, au moment du siège de la ville. En 1475, la grosse tour ne possède pas moins de trois ponts levis pour la protéger.

### Destruction
Jusqu'au XVIe siècle, les fortifications de l'évêché (situé au sud de la Cathédrale) et du château seront très bien entretenues, ce qui sera une dépense faramineuse de la part du chapitre du Mans. En février 1617, le comte d'Auvergne s'en va lui-même au Mans pour ordonner la démolition du château. Les matériaux déblayés sont vendus au profit de la ville ou bien servent à rebâtir des lieux saints. Pendant plus de vingt ans, le terrain deviendra la plus grande carrière de la ville. Les pierres sont utilisées pour tout et n'importe quoi. On en retrouvera de nombreuses utilisées comme matériaux de construction dans des extensions de l'Hôtel-Dieu de Coëffort ou du palais comtal. Aujourd'hui encore, la place du château, située derrière la Place Saint-Michel et la cathédrale, est restée intacte et est conservée ainsi par le service municipal, afin de se souvenir de l'édifice monumental qui trônait à l'extrémité nord de la vieille cité depuis le XIe siècle.

## Architecture
Le château du Mans était constitué d'une tour de cinq étages présenté comme "donjon carré", dont le sommet était orné de mâchicoulis. Les vestiges du château sont protégés au titre des monuments historiques : classement par arrêté du 9 janvier 1930 pour les restes du donjon, inscription par arrêté du 19 mars 1945 pour les vestiges des tours et courtines.